# ヨハンネス・ベッサリオン
ヨハンネス・ベッサリオン（Johannes Bessarion, 1403年 - 1472年）は、東ローマ帝国出身の人文主義者。正教会、のちにカトリック教会の聖職者。本来の名前はバシレイオス・ベッサリオン(Basilius Bessarion,ギリシア語：(Βασίλειος Βησσαρίων)。
東ローマ帝国からイタリアにプラトン哲学を伝え、ネオプラトニズム隆盛の一因となった。中世ギリシア語では「ヨアニス・ヴィサリオン」（ヴァシリオス・ヴィサリオン）。
数多くのギリシア語文献をイタリアにもたらしたことで知られる。

## 経歴・業績
1403年に黒海沿岸の都市トレビゾンドに生まれる。修道士となり、コンスタンティノポリスで新プラトン主義哲学者のプレトンに師事した。
1437年にニカイアの府主教に任じられ、翌1438年のフェラーラ･フィレンツェ公会議に正教会・カトリック教会の合同賛成派のリーダーとして参加した。帰国後に湧き上がった反対意見によって教会合同は成らなかったが、公会議で示した東西宥和の活動と学識が認められ、1439年に教皇庁の枢機卿およびカトリック教会のコンスタンティノポリス総大司教（名義のみで実際のコンスタンティノポリス在住ではない）に任じられたことから、1440年にイタリアに移住しカトリックに改宗した。
イタリア移住後のベッサリオンは枢機卿の任務をこなす傍ら、対トルコ十字軍の提議や、亡命ギリシャ人の援助を熱心に行った。また、自宅に集うイタリア人と亡命ギリシャ知識人たちの間でアカデミーを形成し、1453年のコンスタンティノープルの陥落以後は、散逸しつつあった各地のギリシャ語写本を組織的に収集した。枢機卿大学の学部長という役職は、まだ設けられていなかったが、ベッサリオンは1464年と1471年の枢機卿会議を主宰した。1468年にベッサリオンは、収集した全ての蔵書をヴェネツィア共和国のサン・マルコ寺院に寄贈し、その管理を委ねる契約を交わした。ベッサリオンの寄進とともに成立したサン・マルコ文庫は、今日でもギリシア語写本の世界最大のコレクションとなっている。
1472年にラヴェンナで死去した。
所持していた蔵書は、ヴェネツィアに寄付され、国立マルチャーナ図書館建設のきっかけとなった。